# Taxe de risque systémique
Lire en ligne

Lire sur Légifrance

La taxe de risque systémique (TRS) est un impôt français touchant une partie du secteur bancaire relevant de l'Autorité de contrôle prudentiel et de résolution (ACPR) soumise à des exigences de fonds propres minimales de 500 millions d’euros. Introduite en 2011, la taxe est supprimée en 2019 étant progressivement remplacée par la taxe au profit du fonds de soutien aux collectivités territoriales ayant contracté des produits structurés dits « emprunts toxiques ».

## Historique
En réponse à la crise financière de 2008, la France, l'Allemagne et le Royaume-Uni se sont engagés à mettre en place une nouvelle imposition sur les banques qui, par leur taille ou la nature de leurs activités, font peser sur l'économie française un risque systémique. Lors de l'examen du projet de loi de finances pour 2011, le Gouvernement propose d'instaurer la taxe de risque systémique.
L'objectif de la TRS est double :
- modifier les comportements et compenser les coûts d’un éventuel sauvetage bancaire ;
- faire contribuer les établissements de crédit à l’effort budgétaire nécessaire dans le cadre du redressement des finances publiques.

La taxe est codifiée à l'article 235 ter ZE du code général des impôts.
La Fédération bancaire française (FBF) déplore qu’une « pluie de taxes venant confisquer le produit de leur activité et gênant leur compétitivité à l’égard de leurs concurrentes étrangères ». Les économistes estiment que la taxe n'est pas suffisamment bien calibrée pour dissuader les activités les plus risquées.
|      | 2011   | 2012   | 2013  | 2014    | 2015    | 2016    | 2017    | 2018    |
| ---- | ------ | ------ | ----- | ------- | ------- | ------- | ------- | ------- |
| Taux | 0,25 % | 0,25 % | 0,5 % | 0,539 % | 0,329 % | 0,275 % | 0,222 % | 0,141 % |

Son taux initial de 0,25 % des fonds propres minimaux. La loi de finances rectificative pour 2012 l'a doublé et le taux de prélèvement est passé à 0,539 % par la loi de finances pour 2014. En contrepartie de la création par la loi de finances initiale pour 2014 de la taxe pour la financement du fonds de soutien aux collectivités territoriales ayant souscrit un emprunt « toxique », il est prévu de supprimer la TRS en 2019 en abaissant son taux chaque année. En 2017, l'économiste Jézabel Couppey-Soubeyran déplore la baisse du taux et appelle à augmenter le taux et l'assiette de la taxe de risque systémique.
La taxe de risque systémique est abrogée à compter du 1er janvier 2019, dans la perspective de la mise en place du fonds de résolution unique européen, visant à prévenir une crise bancaire systémique, de type crise des subprimes. Depuis la loi de finances 2014, la TRS n'est plus déductible de l'impôt sur les sociétés.

## Caractéristiques

### Redevables
Les redevables de la taxe sont :
- des établissements de crédit ;
- des entreprises d’investissement autres que les sociétés de gestion de portefeuille (sauf exceptions) ;
- des entreprises de marché ;
- des adhérents aux chambres de compensation ;
- des entreprises habilitées à exercer certaines activités de conservation ou d’administration d’instruments financiers mentionnées aux 4° et 5° de l'article L. 542-1 du Code monétaire et financier ;
- des établissements de paiement ;
- des compagnies financières holding et des compagnies financières holding mixtes.

En 2013, seize établissements financiers ont été redevable de la taxe
Pour 2012, BNP Paribas devait être le plus gros contribuable avec une taxe estimée à 246 millions d'euros, suivi de la Société générale avec 130 millions d'euros, la structure cotée du Crédit agricole 133 millions d'euros et le groupe BPCE 155 millions d'euros.

### Bénéficiaire
Le produit de la taxe est affecté au budget général de l’État. Cela évite tout caractère assurantiel afin de ne pas encourager les comportements à risque.

### Produit
Le produit de la taxe s'est élevé jusqu'à 1026 millions d'euros en 2012 avant de diminuer progressivement en raison de la diminution progressive du taux de la taxe de risque systémique.
Pour des raisons techniques, il est temporairement impossible d'afficher le graphique qui aurait dû être présenté ici.

|                            | 2011   | 2012   | 2013   | 2014   | 2015   | 2016   | 2017   | 2018   |
| -------------------------- | ------ | ------ | ------ | ------ | ------ | ------ | ------ | ------ |
| Produit (millions d'euros) | 495    | 1026   | 899    | 979    | 591    | 501    | 436    | 285    |
| Source                     | [ 12 ] | [ 12 ] | [ 12 ] | [ 13 ] | [ 13 ] | [ 13 ] | [ 14 ] | [ 14 ] |